# Cmentarz wojenny w Chruślankach Józefowskich
Cmentarz wojenny w Chruślankach Józefowskich (Cmentarz wojenny w lesie „Wolski Bór”) – cmentarz z I wojny światowej znajdujący się na wschód od wsi Chruślanki Józefowskie (gmina Józefów nad Wisłą, powiat opolski, województwo lubelskie).
Faktycznie położony w lesie „Wolski Bór” na terenie gminy Urzędów (na południe od wsi Natalin – tak wymieniony jest w ewidencji zabytków) przy granicy z gminą Dzierzkowice (obie w powiecie kraśnickim). Cmentarz ma kształt półkola o promieniu około 16 do 19 m. W pierwotnym założeniu otoczony murem z wapienia, obecnie (w wyniku restauracji w latach 90.) drewnianym parkanem, a w okolicy wejścia murkiem.
Na cmentarzu pierwotnie pochowanych było:
- 137 żołnierzy niemieckich poległych 2–7 lipca 1915 służących w:
  - 217, 218 i 220 pułku piechoty
  - 47 rezerwowego pułku artylerii polowej
  - 5 pułku artylerii polowej
- 25 żołnierzy rosyjskich poległych 2–7 lipca 1915

W 1934 r. przeniesiono tu szczątki żołnierzy pochowanych na cmentarzu wojennym w Idalinie.